# Gölhisar
Gölhisar è una città della Turchia, centro dell'omonimo distretto della provincia di Burdur.  

## Storia
Deriva dall'antica città di Cibira, capitale di una Tetrapolis (4 città); fondata 1000 anni prima di Cristo secondo Erodoto Pisidiano da Creta.
Sono visibili i resti di un anfiteatro romano di 90 metri di raggio.